# بخش جفرسون (شهرستان گرین، اوهایو)
بخش جفرسون (به انگلیسی: Jefferson Township) یک منطقهٔ مسکونی در ایالات متحده آمریکا است که در شهرستان گرین، اوهایو واقع شده‌است.
 بخش جفرسون ۷۴٫۷ کیلومتر مربع مساحت و ۱٬۲۵۴ نفر جمعیت دارد و ۳۲۰ متر بالاتر از سطح دریا واقع شده‌است.